# うちのざしきわらしが
『うちのざしきわらしが』は、てっけんとうによる日本の4コマ漫画作品。『まんがタイムきらら』（芳文社）誌上で2010年2月号から2014年5月号にかけて連載された。

## ストーリー
祖母から送られてきたダンボールの中に入っていたのは座敷わらし。ところが座敷わらしとしての力は非常に小さく、まるでただのぐうたらなお子様。アパートを舞台に繰り広げられる座敷わらしを中心としたシュールな4コマ作品。

## 登場人物
わら
学の家に送られてきた座敷わらし。語尾に「のじゃ」を付けて喋る。
座敷わらしとしての力は弱いが、「小銭を降らせる」「小銭を纏める（＝両替）」「動物や虫と話ができる」などの能力がある。
非常にぐうたらで甘いモノ好き。頻繁につまみ食いをしては学にお仕置きをされる。
あまりにも怠けていることから学に座敷わらしを失格にされて「ざ」と称されている。姉がおり、姉も当然座敷わらしであり、学の祖母の家にいる。
学
わらを送られ、彼女のお守りをすることになった大学生。メガネをかけており、比較的常識人。作中でツッコミをすることも多い。
わらの扱いに慣れてきており、わらが絡んでくるのを上手くあしらったり、からかって遊んだりする一方、一人前の座敷わらしになれるように教育することもある。
立川光
学が住むアパートの大家の娘。おそらく小学生。怒ると怖い。
学を「お兄ちゃん」と慕い、好意を寄せており、学から頼まれたこともあってわらの面倒をよく見ている。
黒柳徹子のように髪の中にお菓子を入れている。
立川あかり
光の母でアパートの大家。学の部屋の下に住んでいる。娘の光をからかうことが好きで、よくわらをけしかけては楽しんでいる。
夏子
光の友人で可愛いものが好きな女の子。手加減というものを知らないため、その可愛がり方はかなり乱暴。光曰く「かわいいの捕まえ病」。
わらと出会って以降はすっかり気に入り、抱きついたり連れて帰ろうとしたりする。
夕美
学の大学での後輩。
ほぼ無表情で誰にでも敬語を使うが、学曰く「気に入られるとろくな目にあわない」。学に好意を寄せており、そのこともあって頻繁にアパートを訪れる。
学から面白生物（わら）のことを聞かされてアパートを訪れ、わらと出会う。以降はわらを気に入り、いじっては楽しんでいる。
得意料理はカレーとハヤシライスとシチュー。特にカレーにこだわりがある様子。
しき
わらの姉。やはり座敷わらしだが、かなりしっかりしている。本人曰く「あの子の力が1座敷わらしとすると　私は53万座敷わらしです」
また妹思いだが口やかましく、わらからは敬遠されている。なお、わら同様宅急便を移動手段としている。
鮮花（あざか）
わらの母。座敷わらしではなく福の神。一見温和だがやはり神ならではの迫力があり、その後光は取調室のライトのようで嘘はつけない。
いわく「座敷わらしは害虫を追い幼子をあやして、徳を重ねて福の神になる。わらは今10座敷わらしで、あと一千万わらし」
わら姉妹同様宅急便で登場。べつに流行とかではなく「ただ面白いかなと」とのこと。

## 単行本
- てっけんとう『うちのざしきわらしが』芳文社〈まんがタイムKRコミックス〉、全3巻
  1. 2011年8月11日発行、2011年7月27日発売 ISBN 978-4-8322-4049-0
  2. 2012年12月11日発行、2012年11月27日発売 ISBN 978-4-8322-4230-2
  3. 2014年6月11日発行、2014年5月27日発売 ISBN 978-4-8322-4443-6